# MCherry

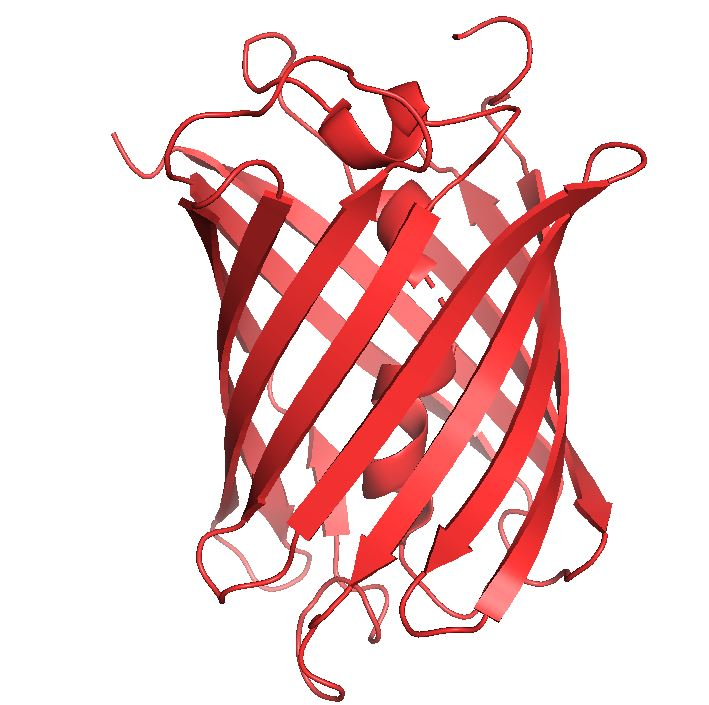
MCherry

mCherry是一种由DsRed改造形成的单体红色荧光蛋白（mRFP），属于mFruits家族。其激发波长在540-590nm，发射波长在550-650nm。